# Miotero Geninetti
Miotero detto Stefano Geninetti (Grenoble, 24 luglio 1904 – Mattie, 25 aprile 1945) è stato un partigiano italiano, comandante di brigata nella 43ª Divisione autonoma "Sergio de Vitis".

## Biografia
Prima della sua attività all'interno della Resistenza, Miotero era un operaio sposato con Maria Morra, dalla quale ha avuto due figli: Maresa e Serafino detto Sergi. Lavorava presso la fabbrica "Pizzi" di Cascine Vica, in provincia di Torino, dove si producevano nastri, stringhe, tende e una enorme varietà di pizzi.
Dopo l'8 settembre, Miotero fu contattato per andare a lavorare nell'industria bellica in Germania: rifiutò fermamente la proposta e per questo venne licenziato. Si diede quindi alla macchia entrando nella Divisione autonoma "Sergio De Vitis", di cui divenne comandante di brigata.
Fu catturato a Rivalta di Torino durante un rastrellamento e condotto a Torino dove venne a lungo interrogato e torturato. Il 25 aprile 1945, giorno della Liberazione, venne fucilato a Mattie (Torino). Quando i suoi figli Maresa e Serafino, rispettivamente all'età di 12 e 10 anni, vennero a sapere della morte del loro padre, decisero di andare a cercarne il corpo. Con fatica riuscirono a raggiungere Mattie e qui furono accompagnati al luogo dove si trovava la fossa comune nella quale Miotero era stato frettolosamente sepolto assieme ad altri partigiani.
A Stefano fu poi data degna sepoltura nel Cimitero di Rivalta, dove, inoltre, è stato intitolato un vicolo nel quale, al numero civico 1, si trova la casa dove ha vissuto.